# Raquel Trindade
Raquel Trindade de Souza, a Kambinda (Recife, 10 de agosto de 1936 - Embu das Artes, 15 de abril de 2018) foi uma escritora, artista plástica, coreógrafa, carnavalesca, e folclorista brasileira.

## Biografia
Filha do poeta Solano Trindade e da coreógrafa e terapeuta ocupacional Maria Margarida Trindade, mudou-se com a família para Duque de Caxias na década de 1940.
Nos anos 60, foi morar em Embu das Artes, onde em 1975 fundou o Teatro Popular Solano Trindade (TPST). Também em Embu, fundou a Nação Kambinda de Maracatu.
Como pintora, realizou sua primeira exposição individual em 1966. No mesmo ano, teve uma obra adquirida por Pietro Maria Bardi e fundou, ao lado dos escultores Ranulfo Lira e Chico Rosa, o movimento de Artes da Praça da República, em São Paulo.
Continuou expondo nos anos seguintes. Ao mesmo tempo, participou de diversos eventos e debates sobre a cultura negra, que levaram ao convite para criar um curso de extensão sobre folclore, teatro negro e sincretismo religioso na Unicamp, em 1985. A iniciativa da universidade enfrentou resistência por parte de muitos  professores, já que Raquel Trindade não tinha formação superior. Ainda na Unicamp, criou o grupo Urucungos, Puítas e Quinjengues, nome tirado de instrumentos musicais bantos.
Casou-se oito vezes e teve três filhos. É avó do rapper Zinho Trindade.
Em 2012, foi condecorada com a Ordem do Mérito Cultural, no grau de Comendadora.

## Obras
- Embu: de Aldeia de M'Boy a Terra das Artes - Noovha América Editora, 2011[6]